# Пежо тип 104
Пежо тип 104 (фр. Peugeot Type 104) је моторно возило произведено 1908. од стране француског произвођача аутомобила Пежо у њиховој фабрици у Оданкуру. У тој години је произведено 17 јединица.
Возило је покретао четворотактни, четвороцилиндрични мотор снаге 18 КС и запремине 3635 cm³. Мотор је постављен позади и преко ланчаног преноса давао погон на задње точкове.
Ово је спортски аутомобил са местом за две особе.